# 木胶
木胶是一种黏合剂，用于将木材紧密地粘合在一起。许多物质都可以被用作木膠，例如动物胶、尿素甲醛、间苯二酚甲醛、苯酚甲醛、聚氨酯、环氧胶、聚醋酸乙烯酯、氰基丙烯酸酯、热胶。